# لی اورت
لی اورت یکی از قهرمانان سری بازی‌های ویدیویی مردگان متحرک اثر تل‌تیل گیمز است که به عنوان قهرمان اصلی فصل اول بازی حضور داشت. لی که وظیفه محافظت از دختری به نام کلمنتاین را در میانه رستاخیز زامبی‌ها بر عهده دارد، با چندین شخصیت و گروه دیگر متحد می‌شود. هنگام ساخت شخصیت لی، توسعه دهندگان تلاش کردند تا به واقع گرایی دست یابند، با تأکید زیادی بر اینکه او یک شخصیت والدین برای کلمنتاین است. صداپیشگی او توسط دیو فننوی، صداپیشه آمریکایی انجام شده است. او برای نقشش در بازی، به ویژه صداگذاری و نویسندگی، با استقبال مثبتی روبرو شد. فنوی در اسپایک نامزد بهترین اجرای بهترین صداپیشه مرد شد.

## ظاهر
قبل از اتفاقات بازی، لی، اهل میکن، استاد تاریخ در دانشگاه جورجیا بود. یک روز، در راه رفتن به محل کار، مریض شد و پس از دعوای مداوم با همسرش در مورد مسافرت اغلب برای کار، متوجه شد که همسرش با مرد دیگری، یک سناتور ایالتی، خوابیده است و به خانه آمد. در حالت عصبانیت، لی ناخواسته او را کشت. او پس از آن به اتهام قتل محاکمه و محکوم شد. جنایت او نیز او را از پدر و مادر و برادرش دور کرد. لی به دلیل قتل سناتور به حبس ابد محکوم شد و دستور داده شد که برای شروع اجرای حکم ابد خود به مرکز اصلاح و تربیت شهرستان مریوتر فرستاده شود.
آغاز رستاخیز زامبی‌ها زمانی رخ می‌دهد که لی به زندان برده می‌شود تا اجرای حبس ابد خود را آغاز کند. در حالی که لی در حال گفتگو با افسر پلیسی بود که او را تا زندان اسکورت می‌کرد، ماشین پلیسی که او را به زندان منتقل می‌کرد با یک زامبی تصادف می‌کند و او پس از کشتن افسری که پس از زامبی شدن به او حمله کرده بود موفق به فرار می‌شود اما به سرعت متوجه وضعیت وخیم می‌شود. او در خانه ای در حومه اطراف پناه می‌گیرد، جایی که کلمنتاین جوان را پیدا می‌کند که از زامبی‌ها پنهان شده است، زیرا والدینش مدتی قبل از آخرالزمان به ساوانا رفته بودند. او با درک اینکه کلمنتاین در خطر باقی خواهد ماند، پیشنهاد می‌کند که از او محافظت کند، به این امید که آنها بتوانند والدینش را پیدا کنند. او در پایان با لی به مزرعه هرشل گرین می‌رود، جایی که با ماهیگیری به نام کنی، همسرش، کاتجا، و پسرش، داک، آشنا می‌شوند. پس از تصادف با واکرها که جان پسر هرشل، شان را می‌گیرد، این پنج نفر اخراج و در پایان با دیگر بازماندگان ملاقات می‌کنند و گروه کوچکی را تشکیل می‌دهند، اگرچه لی در مورد تاریخچه خود مطیع باقی می‌ماند. لی پس از کشف مرگ خانواده‌اش در میکن، نقش پدری را برای کلمنتاین به عهده می‌گیرد.
پس از سه ماه ماندن در یک متل با کم شدن منابع، گروه با خانواده سنت جان ملاقات می‌کنند که آنها را برای صرف شام در دامداری خانوادگی خود دعوت می‌کنند. گروه موافقت می‌کند که هیئتی را به مزرعه سنت جانز بفرستد تا ببیند آیا آنها قابل اعتماد هستند یا خیر. با این حال، لی متوجه می‌شود که سنت جانز درگیر آدم‌خواری شده‌اند و قصد دارند گروه او را بکشند و بخورند. پس از زنده ماندن از سنت جان، گروه مجبور می‌شوند از متل از دست راهزنان فرار کنند و از طریق قطار به ساوانا بروند. در مسیر، لی شروع به کمک به کلمنتاین می‌کند تا مهارت‌های زنده مانند نحوه استفاده از اسلحه و اینکه چرا باید موهایش را کوتاه نگه دارد، بیاموزد. همان‌طور که آنها به شهر نزدیک می‌شوند، واکی تاکی کلمنتاین خاموش می‌شود و صدای مردی را آشکار می‌کند که تا این لحظه از اقدامات لی باخبر است و به کلمنتاین قول می‌دهد که با او در امان باشد.
در ساوانا، بازماندگان به دنبال قایق و وسایلی برای فرار از سرزمین اصلی هستند. آنها با بازماندگان بیشتری از جمله دکتری به نام ورنون و زن جوانی به نام مولی روبرو می‌شوند. آنها با کمک آنها می‌توانند قایق را برای سفر خود آماده کنند. ورنون می‌رود، اما اظهار می‌کند که او معتقد است که لی نگهبان نامناسبی برای کلمنتاین است. صبح روز بعد، لی از خواب بیدار می‌شود و متوجه می‌شود که کلمنتاین رفته است و در حالی که به دنبال او می‌گردد، توسط یک زامبی غافلگیر شده و گاز گرفته می‌شود. با زمان کمی که او در اختیار دارد، لی و سایر بازماندگان موافقت می‌کنند که به دنبال کلمانتین بگردند، در ابتدا معتقد بودند که او توسط ورنون گرفته شده است. در عوض، مردی که در واکی تاکی است فاش می‌کند که کلمنتاین را ربوده است و در هتلی است که والدینش در آنجا بودند. پس از ورود به خانه امن اکنون متروکه گروه ورنون، به لی این امکان داده می‌شود که بازوی گاز گرفته خود را قطع کند. در هر صورت، لی و گروه می‌توانند از بیمارستان فرار کنند، جایی که راه خود را به خانه برمی‌گردانند، اما متوجه می‌شوند که قایق توسط ورنون و گروهش به سرقت رفته است. مدت کوتاهی پس از آن که خانه با واکرها پر شد، اما گروه به اتاق زیر شیروانی فرار کردند، جایی که در نهایت راهی برای خروج پیدا کردند. هنگام رسیدن به هتل تلفاتی رخ می‌دهد و لی از امید و کریستا جدا می‌شود. لی که به سختی از هوش می‌رود، خود را به هتل می‌رساند و با اسیر کلمنتین ملاقات می‌کند، او توضیح می‌دهد که گروه لی قبلاً آذوقه‌ای را از ماشین خانواده‌اش دزدیده بودند که در نهایت منجر به مرگ همسر و فرزندانش شد، و می‌رود تا تصمیمات دیگر لی را زیر سؤال ببرد. بدون توجه به اینکه آیا او دربرداشتن آذوقه از ماشین شرکت کرده یا نه، در نهایت او را مورد سرزنش قرار می‌دهد و قصد دارد او را بکشد و از کلمنتاین به عنوان مال خودش مراقبت کند. لی از کلمنتین کمک می‌گیرد تا مرد را تحت کنترل درآورد و بکشد. آنها با پوشاندن روده‌های واکر از هتل خارج می‌شوند و قبل از اینکه لی بیهوش شود، والدین زامبی‌شده کلمنتاین را کشف می‌کنند.
وقتی لی از خواب بیدار می‌شود، به سختی می‌تواند هوشیاری خود را حفظ کند، اما متوجه می‌شود که کلمنتاین او را به محل امنی کشیده است. با کمبود وقت، لی به کلمنتاین کمک می‌کند تا کلیدها و اسلحه ای را برای فرار از شهر حفظ کند و به او می‌گوید که امید و کریستا را پیدا کند. بازیکن می‌تواند انتخاب کند که لی به کلمنتاین دستور دهد که یا به او شلیک کند تا از بازسازی مجدد او جلوگیری کند یا کاری انجام ندهد و او را رها کند تا واکر شود (انتخابی که به بازیکن واگذار می‌شود).
لی در خوابی ظاهر می‌شود که کلمنتاین پس از بیهوش شدن در اثر اصابت گلوله در جریان وقایع قسمت آخر فصل دوم، دیده است. این رؤیا به زمانی بازمی‌گردد که گروه پس از کشتن لیلی کارلی/داگ از متل گریختند، و کلمنتاین توصیه‌هایی را که لی به او دربارهٔ یادگیری زنده ماندن و کنار آمدن با این واقعیت جدید به او داده بود، به یاد می‌آورد، ملاحظاتی که او باید پس از به دست آوردن دوباره آن‌ها را در ذهن داشته باشد. هوشیاری در مواجهه با دشمنی رو به رشد کنی و جین.
لی در رؤیای دیگری در طول وقایع قسمت سوم فصل پایانی ظاهر می‌شود، در حالی که کلمنتاین رؤیای زمان خود را در قطار به ساوانا می‌بیند. لی به کلمنتاین کمک می‌کند تا اعتماد به نفس لازم را برای رهبری حمله به گروهی از مهاجمان به رهبری لیلی به دست آورد تا دوستانش را نجات دهند.